# منشأة خياط
قرية منشأة خياط هي إحدى القرى التابعة لمركز حوش عيسى في محافظة البحيرة في جمهورية مصر العربية. حسب إحصاءات سنة 2006، بلغ إجمالي السكان في منشأة خياط 15682 نسمة، منهم 7911 رجل و7771 امرأة.